# Eschen (Pflanzengattung)
Die Eschen (Fraxinus) sind eine Pflanzengattung in der Familie der Ölbaumgewächse (Oleaceae). In Europa sind vier Arten heimisch: die Gemeine Esche (Fraxinus excelsior), die Manna-Esche (Fraxinus ornus), die Schmalblättrige Esche (Fraxinus angustifolia) und die Behaarte Esche (Fraxinus pallisiae). Die Eberesche dagegen gehört, trotz ihres Namens, nicht zu den Eschen.

## Beschreibung und Ökologie

### Vegetative Merkmale
Eschen-Arten sind meist laubabwerfende, selten immergrüne Bäume oder selten Sträucher. Die Winterknospen sind stumpf mit ein bis drei Paar gegenständigen Schuppen. Die meist gegenständig oder selten wirtelig angeordneten Laubblätter sind in Blattstiel und Blattspreite gegliedert. Die Blattstiele sind oft an der Basis verdickt. Die Blattspreiten sind meist unpaarig gefiedert, selten auch einfach.

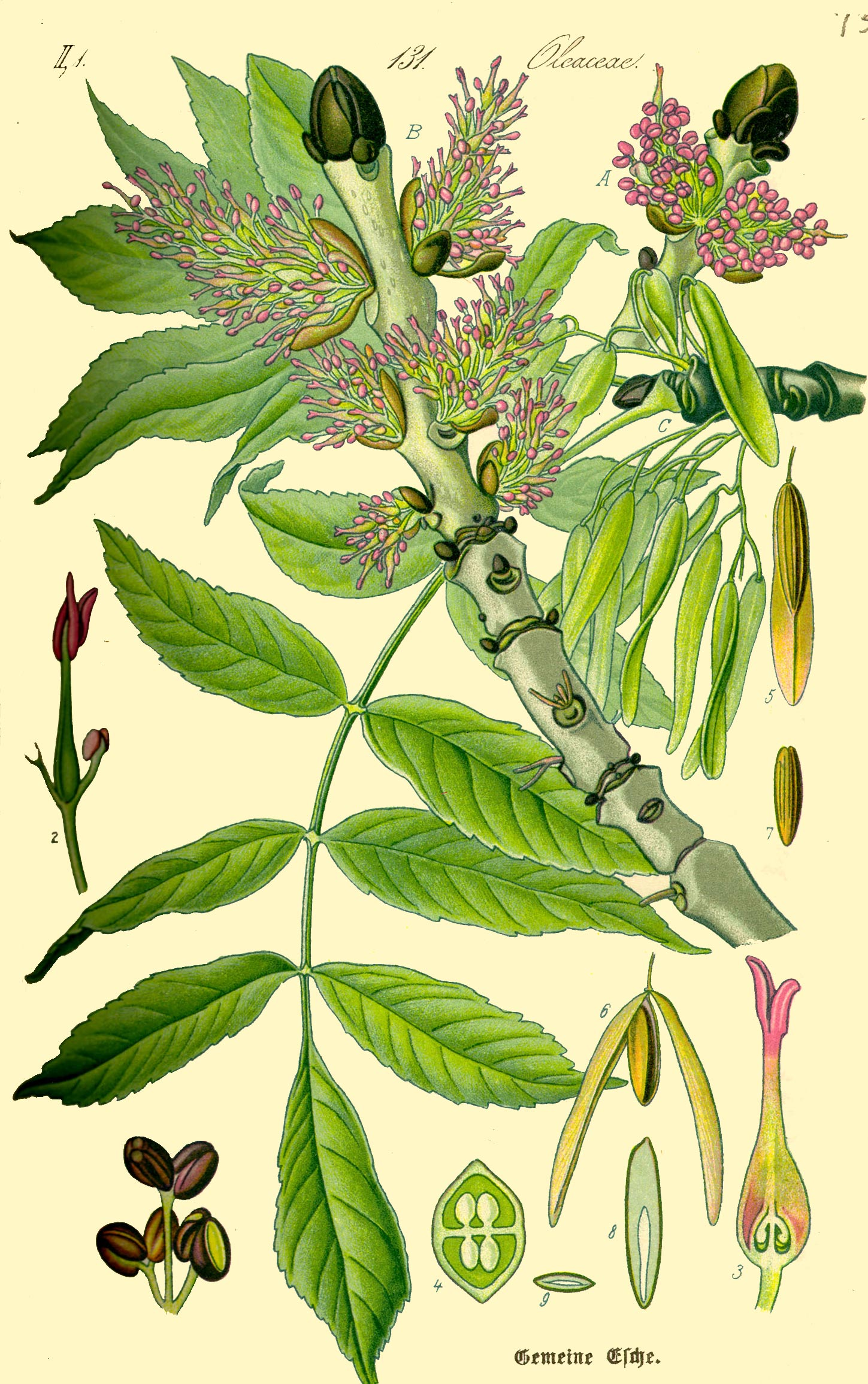
Gewöhnliche Esche (Fraxinus excelsior), Illustration

### Generative Merkmale
Die end- oder seitenständigen, rispigen oder selten traubigen Blütenstände enthalten viele Blüten. Hochblätter sind vorhanden oder fehlen. Die relativ kleinen, vierzähligen Blüten sind zwittrig oder eingeschlechtig. Die Arten sind einhäusig oder zweihäusig. Es sind vier verwachsene Kelchblätter vorhanden oder sie fehlen. Die Sektion Ornus besitzt meist vier (selten zwei oder sechs, manchmal auch keine) Kronblätter, bei der Sektion Fraxinus fehlen sie. Die weißen bis gelblichen Kronblätter sind verwachsen. Es sind nur meist zwei Staubblätter vorhanden, sie sind mit der Basis der Kronblätter verwachsen. Die Staubfäden sind ebenso wie die Griffel kurz. Die Arten in der Sektion Fraxinus und Melioides sind einhäusig oder manchmal zweihäusig getrenntgeschlechtig. Die Blüten sind immer kronblattlos (apetal). Die Blüten sind oft eingeschlechtlich jedoch auch zwittrig. Die Arten der Sektion Fraxinus und Melioides sind windbestäubt. Sie bilden damit eine Ausnahme innerhalb der Familie Oleaceae. Anemophilie ist üblicherweise ein typisches Merkmal eingeschlechtiger Blüten (eine weitere Ausnahme mit windbestäubten, zwittrigen Blüten in Mitteleuropa bilden die Ulmen). Die Frucht ist ein einsamiges, flaches und einseitig geflügeltes Nüsschen (Samara). Die Keimung erfolgt epigäisch (oberirdisch). Bei den weiblichen Blüten können manchmal Staminodien vorhanden sein, bei männlichen ein Pistillode.

## Verbreitung
Die Fraxinus-Arten kommen vorwiegend in den gemäßigten bis subtropischen Gebieten der Nordhalbkugel vor. Südlich reicht das Verbreitungsgebiet bis Südasien und Java, Nordafrika sowie Mexiko und Kuba. Verbreitungsschwerpunkte mit jeweils etwa 20 Arten sind Ostasien (China) und Nordamerika.

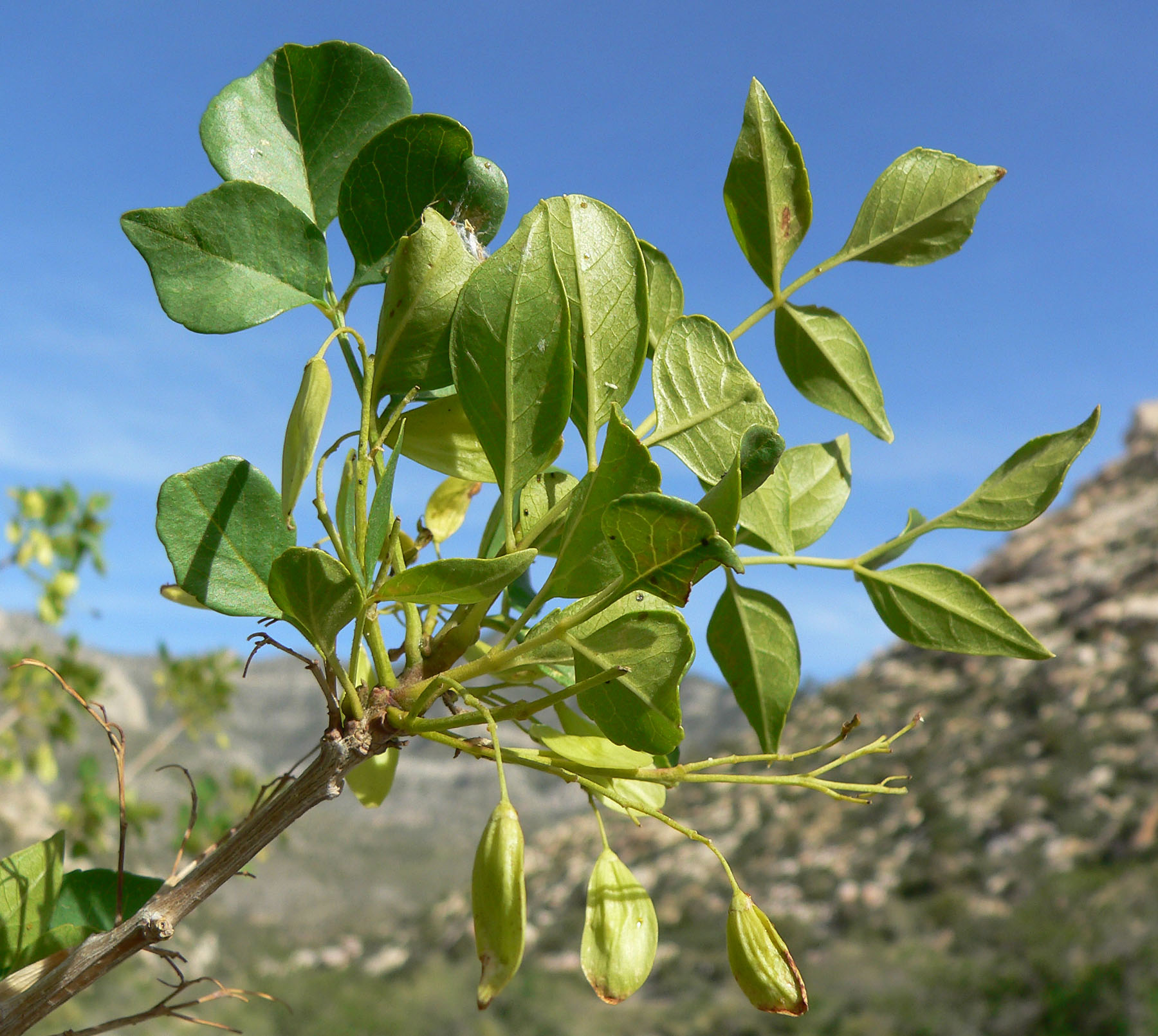
Sektion Dipetalae: Fraxinus anomala mit Blättern und Früchten
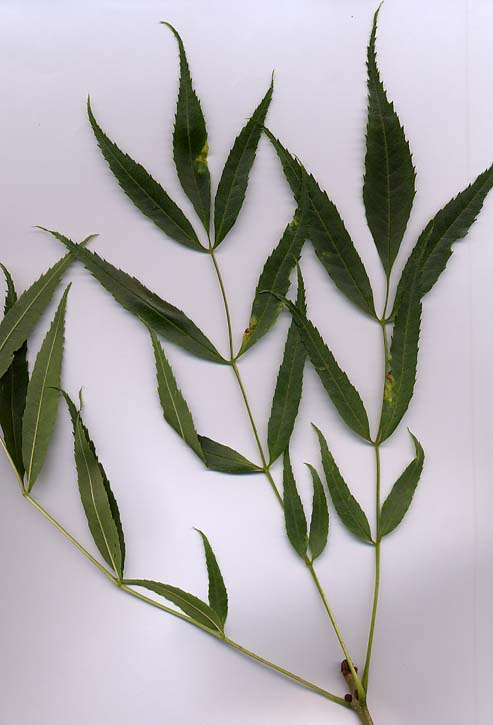
Sektion Fraxinus: Unpaarig gefiederte Laubblätter der Schmalblättrigen Esche (Fraxinus angustifolia)
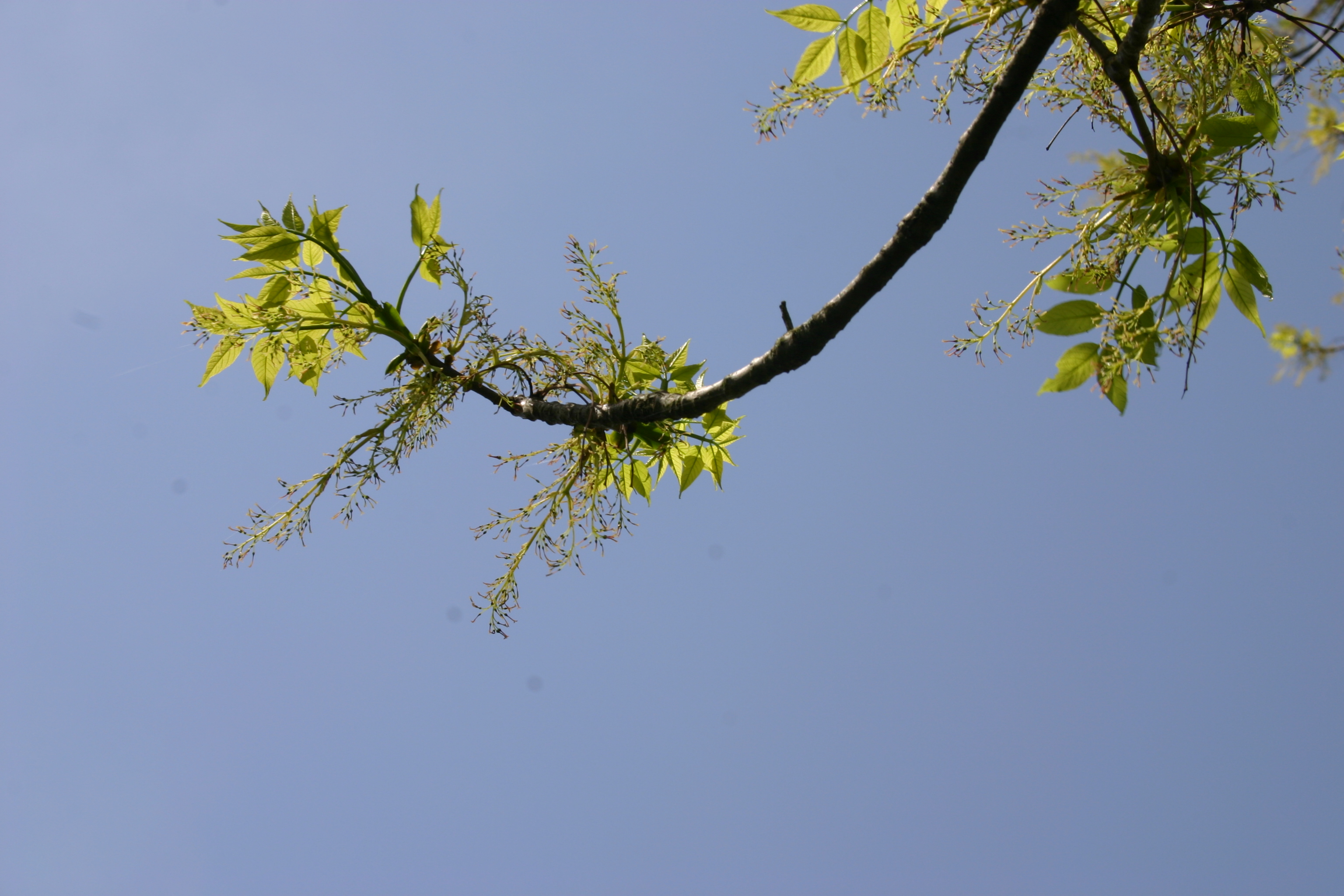
Sektion Melioides: Weiß-Esche (Fraxinus americana) in Blüte
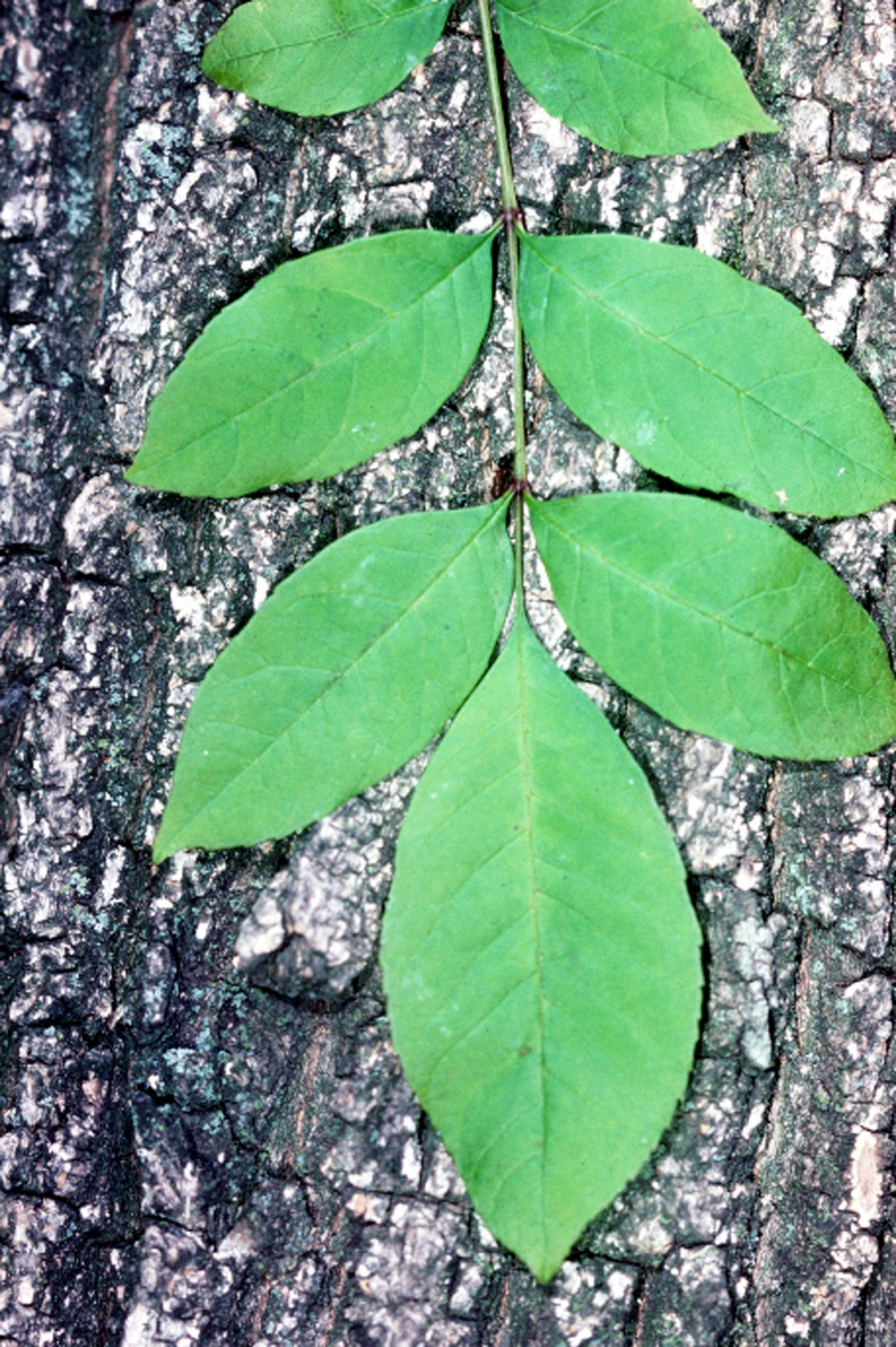
Sektion Melioides: Blatt und Rinde der Rot-Esche (Fraxinus pennsylvanica)
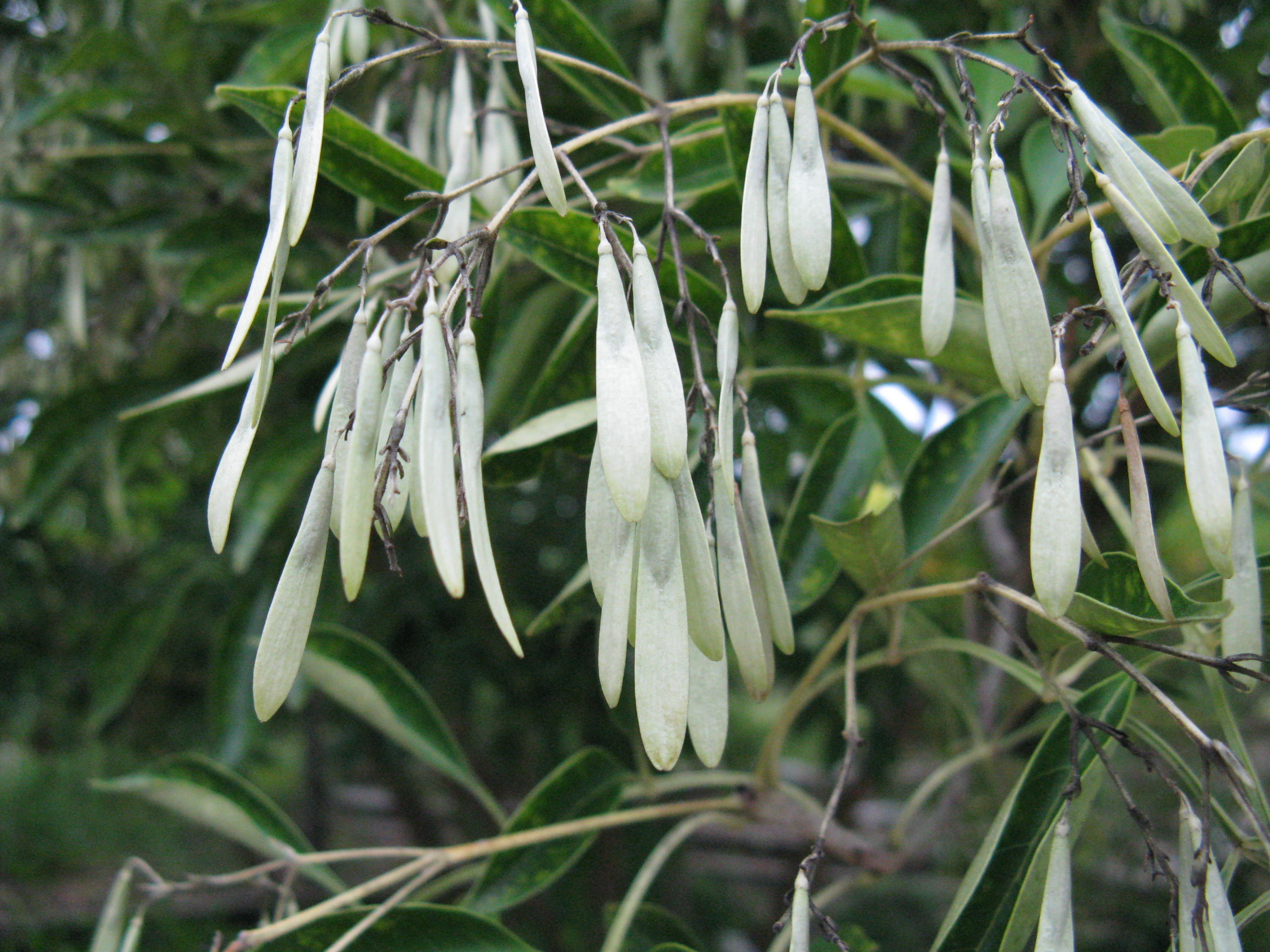
Sektion Ornus: Früchte von Fraxinus chinensis
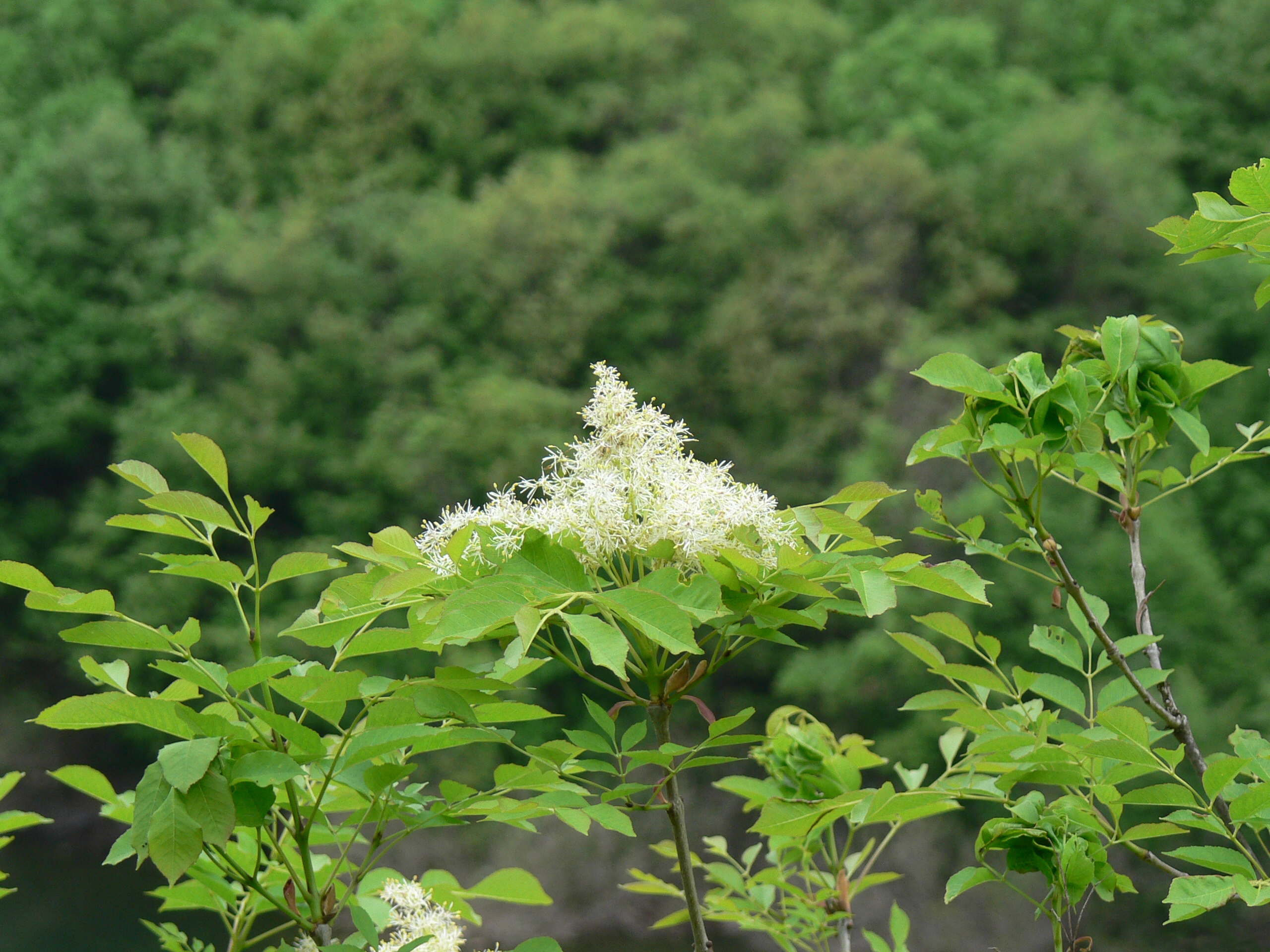
Sektion Ornus: Manna-Esche (Fraxinus ornus)
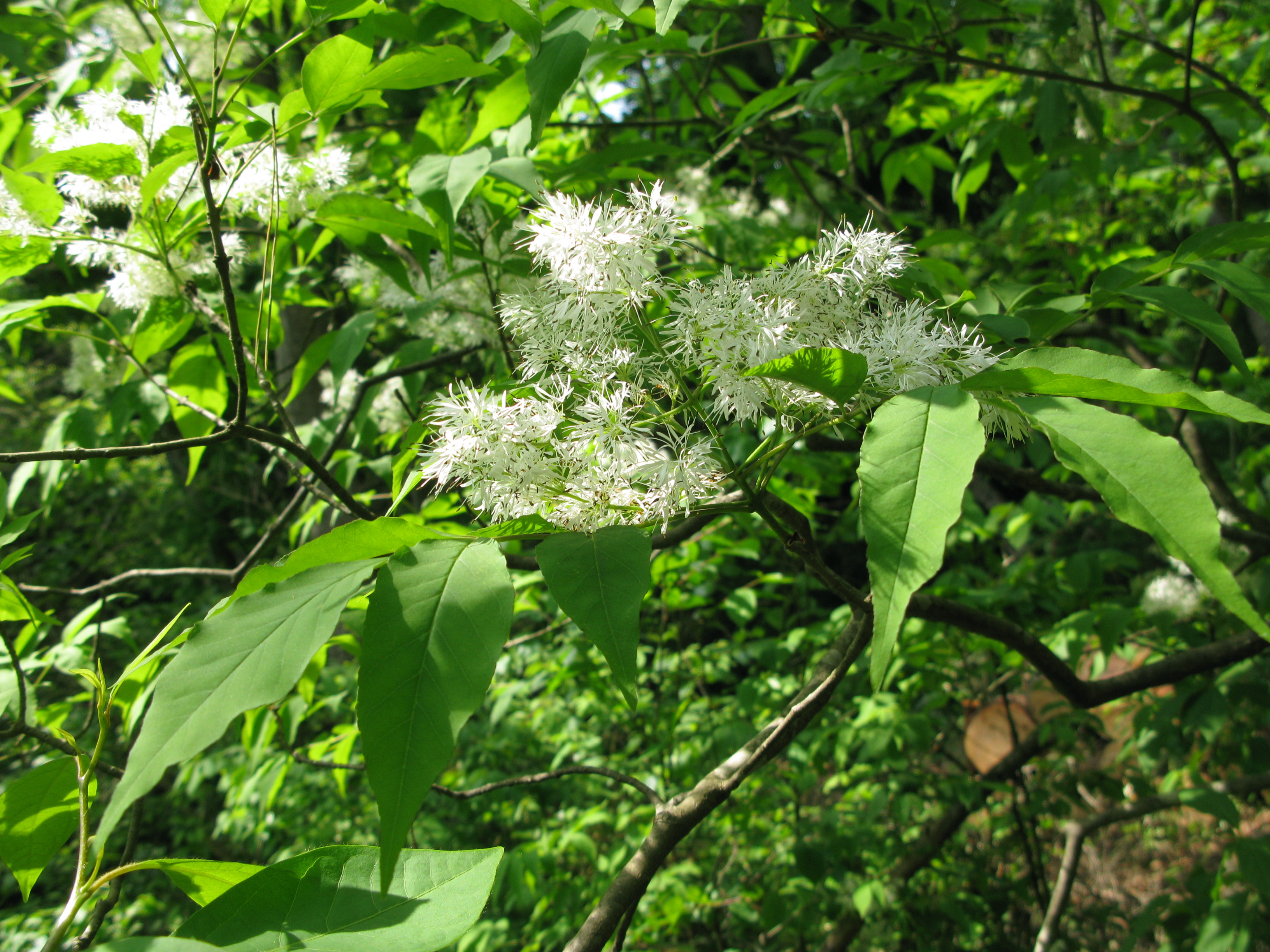
Sektion Ornus: Siebolds Blumen-Esche (Fraxinus sieboldiana)
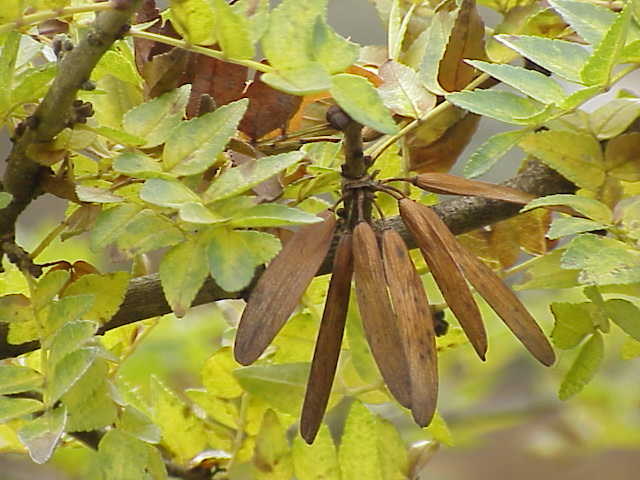
Sektion Sciadanthus: Früchte (Samara) und Blätter der Afghanischen Esche (Fraxinus xanthoxyloides) im Herbst

## Systematik
Die Erstveröffentlichung von Fraxinus erfolgte 1753 durch Carl von Linné in Species Plantarum, 2, S. 1057. Als Lectotypus wurde 1913 Fraxinus excelsior L. festgelegt. Synonyme für Fraxinus L. sind: Apilia Raf. orth. var., Aplilia Raf., Calycomelia Kostel., Fraxinoides Medik., Leptalix Raf., Mannaphorus Raf., Meliopsis Rchb., Ornanthes Raf., Ornus Boehm., Petlomelia Nieuwl., Samarpsea Raf.
Die Gattung Fraxinus gehört in die Tribus Oleeae in der Familie Oleaceae.
Die Gattung der Eschen (Fraxinus) wird nach Wallander 2008 in sechs Sektionen unterteilt mit insgesamt etwa 43 bis 51 oder 58 Arten:
- Sektion Dipetalae (Lingelsh.) Nikolajev: Die etwa drei Arten sind von den USA bis Mexiko verbreitet:
  - Einblättrige Esche (Fraxinus anomala Torr. ex S.Watson): Die Heimat sind die westlichen USA bis New Mexico.[4]
  - Fraxinus dipetala Hook. & Arn.: Sie kommt in den US-Bundesstaaten Kalifornien, Utah, Nevada sowie Arizona und in Mexiko vor.[5]
  - Blau-Esche (Fraxinus quadrangulata Michx.): Sie ist im östlichen bis zentralen Nordamerika vom südlichen Ontario über Indiana, südlichen Michigan, Ohio, westlichen West Virginia, Illinois, südöstlichen Iowa, südöstlichen Kansas, Missouri, Oklahoma, südlichen Wisconsin, nördlichen Alabama, Arkansas, nordwestlichen Georgia, Kentucky bis zum östlichen Tennessee weitverbreitet.[5]
- Sektion Fraxinus: Sie enthält etwa acht Arten:
  - Schmalblättrige Esche (Fraxinus angustifolia Vahl): Sie kommt in vier Unterarten in Mittel-, Süd- und Osteuropa, Nordafrika und West- bis Mittelasien vor.[4] In Südafrika und Australien ist sie ein Neophyt.[5]
  - Gemeine Esche oder Gewöhnliche Esche (Fraxinus excelsior L.): Sie kommt in drei Unterarten in Europa und Westasien vor.[4]
  - Mandschurische Esche (Fraxinus mandshurica Rupr.): Die Heimat ist Ostasien, China, Japan und Korea.[5]
  - Schwarz-Esche (Fraxinus nigra Marshall): Die Heimat sind Kanada und die USA.[5]
  - Behaarte Esche (Fraxinus pallisiae Wilmott, Synonym: Fraxinus holotricha Koehne): Die Heimat ist Südosteuropa bis Moldau und die Kaukasusregion.[4]
  - Breitstielige Esche (Fraxinus platypoda Oliv.): Die Heimat ist China und Japan.[4]
  - Fluss-Esche (Fraxinus sogdiana Bunge, Syn.: Fraxinus potamophila Herder): Die Heimat ist Zentralasien (Kasachstan, Tadschikistan, Usbekistan, Kirgisistan) bis Pakistan und Xinjiang.[4]
- Sektion Melioides (Endl.) Nikolajev: Sie enthält etwa zehn Arten:
  - Fraxinus albicans Buckley: Die Heimat sind die USA und Mexiko.[5][4]
  - Weiß-Esche (Fraxinus americana L., Syn.: Fraxinus biltmoreana Beadle): Die Heimat sind die nördlich-zentralen und östlichen USA bis zum östlichen Texas.[4]
  - Fraxinus berlandieriana DC.: Die Heimat ist Louisiana, Texas und das östliche Mexiko.[4]
  - Fraxinus caroliniana Mill.: Die Heimat sind die südöstlichen USA bis Texas und Kuba.[4]
  - Oregon-Esche (Fraxinus latifolia Benth.): Die Heimat ist British Columbia, Oregon, Washington und Kalifornien.[4]
  - Fraxinus papillosa Lingelsh.: Die Heimat ist Arizona, New Mexico, Texas und Mexiko.[5]
  - Rot-Esche oder Grün-Esche (Fraxinus pennsylvanica Marshall): Die Heimat sind Kanada und die USA.[5]
  - Fraxinus profunda (Bush) Bush: Die Heimat sind die nördlich-zentralen und östlichen USA.[4]
  - Fraxinus uhdei (Wenz.) Lingelsh.: Die Heimat ist Mexiko, Guatemala, Honduras und Costa Rica. Sie ist in Bolivien und Hawaii ein Neophyt.[5]
  - Arizona-Esche (Fraxinus velutina Torr.): Die Heimat sind die USA und Mexiko[5]
- Sektion Ornus: Sie enthält etwa 19 Arten: Die oft zwittrigen Blüten besitzen meist Kronblätter und sind überwiegend insektenbestäubt:
  - Fraxinus apertisquamifera H.Hara: Dieser Endemit kommt nur auf der japanischen Insel Honshu vor.[5]
  - Fraxinus baroniana Diels: Sie gedeiht in Höhenlagen von 700 bis 1300 Metern in den chinesischen Provinzen Gansu, Shaanxi sowie Sichuan.[7]
  - Bunges Blumen-Esche (Fraxinus bungeana DC.): Sie gedeiht in Höhenlagen von 0 bis 1500 Metern in den chinesischen Provinzen Anhui, Hebei, Henan, Liaoning, Shandong sowie Shanxi.[7]
  - Fraxinus chinensis Roxb. (Syn.: Fraxinus caudata J.L.Wu, Fraxinus japonica Blume ex K.Koch):[5] Es gibt zwei Unterarten:[4]
    - Fraxinus chinensis Roxb. subsp. chinensis: Sie kommt von China bis Indochina und Korea vor.[4]
    - Fraxinus chinensis subsp. rhynchophylla (Hance) A.E.Murray (Syn.: Fraxinus rhynchophylla Hance, Fraxinus japonica Blume ex K.Koch): Sie kommt vom Russlands Fernen Osten bis Japan und dem östlichen China vor.[4]

  - Fraxinus ferruginea Lingelsh.: Die Heimat ist Myanmar und China.[5]
  - Fraxinus floribunda Wall.: Die Heimat ist Afghanistan, Indien, Nepal, Bhutan, Myanmar, Laos, Thailand, Vietnam, Tibet und China (Guangdong, Guangxi, Guizhou, Xizang, Yunnan, Zhejiang)[5]
  - Fraxinus griffithii C.B.Clarke: Die Heimat ist Indien, Bangladesch, Indonesien, die Philippinen, Vietnam, Thailand, Japan und die chinesischen Provinzen Fujian, Guangdong, Guangxi, Hubei sowie Hunan.[5]
  - Fraxinus insularis Hemsl. (Syn.: Fraxinus retusa Champ. ex Benth.): Die Heimat ist China, Japan und Taiwan.[5]
  - Wollflaumige Esche (Fraxinus lanuginosa Koidz.): Die Heimat sind Japan und die Kurilen.[5]
  - Langspitzige Esche (Fraxinus longicuspis Sieb. & Zucc.): Die Heimat ist das zentrale und südliche Japan.[4]
  - Fraxinus malacophylla Hemsl. (Syn.: Fraxinus retusifoliolata K.M.Feng ex P.Y.Bai): Die Heimat ist Thailand, Myanmar und China (Guangxi, Yunnan)[5][4]
  - Fraxinus micrantha Lingelsh.: Die Heimat ist Pakistan, Nepal und der westliche Himalaja.[4]
  - Fraxinus odontocalyx Hand.-Mazz. ex E.Peter: Die Heimat ist China (Anhui, Fujian, Guangdong, Guangxi, Guizhou, Hubei, Shaanxi, Sichuan, Zhejiang)[5]
  - Manna-Esche oder Blumen-Esche (Fraxinus ornus L.): Es gibt zwei Unterarten:[4]
    - Fraxinus ornus subsp. cilicica (Lingelsh.) Yalt.: Sie kommt in der südlichen Türkei vor.[4]
    - Fraxinus ornus subsp. ornus: Sie kommt von Europa bis zum Kaukasusraum vor.[4]

  - Chinesische Blumen-Esche (Fraxinus paxiana Lingelsh.): Die Heimat ist Shaanxi, Hubei und Hunan.[4]
  - Fraxinus raibocarpa Regel: Die Heimat ist das östliche Afghanistan und Tadschikistan.[4]
  - Siebolds Blumen-Esche (Fraxinus sieboldiana Blume) (Syn.: Fraxinus mariesii Hook. f.): Die Heimat ist Japan, Korea und China (Anhui, Fujian, Jiangsu, Jiangxi, Zhejiang).[5]
  - Fraxinus stylosa Lingelsh.: Die Heimat ist China (Gansu, Guangxi, Henan, Hubei, Shaanxi, Sichuan).[5]
  - Fraxinus trifoliolata W.W.Sm.: Die Heimat ist China (Hubei, Sichuan, Yunnan).[5]
- Sektion Pauciflorae (Lingelsh.) Wallander: Sie enthält etwa zehn Arten:
  - Fraxinus dubia (Willd. ex Schult. & Schult. f.) P.S.Green & M.Nee: Die Heimat ist das östliche und südliche Mexiko und Guatemala.[4]
  - Fraxinus gooddingii Little: Die Heimat ist Arizona und Mexiko.[4]
  - Fraxinus greggii A.Gray: Die Heimat ist das südwestliche Texas und Mexiko.[4] Es gibt zwei Varietäten.
  - Fraxinus purpusii Brandegee (Syn.: Fraxinus bicolor Standl. & Steyerm.): Es gibt zwei Varietäten:[4]
    - Fraxinus purpusii Brandegee var. purpusii: Sie kommt von Mexiko bis Guatemala vor.[4]
    - Fraxinus purpusii var. vellerea (Standl. & Steyerm.) P.S.Green (Syn.: Fraxinus vellerea Standl. & Steyerm.): Sie kommt vom mexikanischen Bundesstaat Chiapas bis Guatemala vor.[4]

  - Fraxinus rufescens Lingelsh.: Die Heimat ist das östliche Mexiko.[4]
- Sektion Sciadanthus (Coss. & Durieu) Z.Wei: Sie enthält etwa drei Arten:
  - Fraxinus dimorpha Coss. & Durieu (Syn.: Fraxinus xanthoxyloides var. dumosa (Carrière) Lingelsh.): Die Heimat ist Algerien und Marokko.[4]
  - Fraxinus hubeiensis S.Z.Qu et al.: Sie gedeiht in Höhenlagen von 100 bis 600 Metern nur in der chinesischen Provinz Hubei.[7]
  - Afghanische Esche (Fraxinus xanthoxyloides (G.Don) Wall. ex DC.): Die Heimat ist Afghanistan, Pakistan, der westliche Himalaja und Tibet.[4]

## Gefährdung durch Schaderreger
Durch den Pilz Chalara fraxinea kommt es seit einigen Jahren besonders in Europa zu Schäden an Eschen, die als Eschentriebsterben bezeichnet werden. Die Erkrankung zählt zu den Tracheomykosen. Der Pilz wurde 2006 zuerst beschrieben und als Ursache des Eschentriebsterbens benannt. Über die Verbreitungsstrategie von Chalara fraxinea ist bisher nichts bekannt.
Peter Thomas von der Universität Keele geht nach einer 2016 veröffentlichten Studie davon aus, dass das Zusammenwirken der Erkrankung des Eschentriebsterbens mit dem Asiatischen Eschenprachtkäfer, der bereits in Nordamerika große Schäden angerichtet hat und bereits in Schweden aufgetreten ist, zu einem fast vollkommenen Verschwinden der Eschen in Europa führen wird. Es konnten jedoch zumindest einige Eschenarten entdeckt werden, die eine natürliche Resistenz gegen das Eschentriebsterben aufweisen, so dass diese benutzt werden sollen, um eine spätere Wiederanpflanzung durchzuführen.

## Nutzung
Eschenholz ist schwer und hart. Es zeichnet sich durch eine hohe Festigkeit und Elastizität aus. Der Witterung ausgesetzt, besitzt es eine nur geringe Dauerhaftigkeit. Das Eschenholz wird massiv oder als Furnier im Innenausbau und zur Möbelherstellung verwendet. Spezialanwendungen sind Werkzeugstiele und Sportgeräte (Schlitten, Baseballschläger oder Snooker-Queues). Früher wurden aus Eschenholz auch Bögen, Teile für die Wagnerei und Maste, Bäume und Pinnen für den Bootsbau hergestellt.
Esche wird auch als Klangholz im Musikinstrumentenbau, beispielsweise für Solidbody-Gitarren und Schlagzeugkessel verwendet. Bei einigen E-Gitarren und E-Bässen kommt das Holz der Schwarz-Esche (englisch swamp ash) für den Korpus zur Anwendung.

## Mythologie
Die Esche (von althochdeutsch asc) ist in der nordischen Mythologie der Weltenbaum Yggdrasil, genannt auch askr Yggradasil („Weltenesche“). In der griechischen Mythologie waren Eschen Feuerspender für die Menschen („Seither dachte er [Zeus] stets an den Trug und gab den Eschen nicht länger die Kraft unermüdlichen Feuers für sterbliche Menschen, die auf Erden wohnen.“ (Hesiod: Theogonie. S. 562–565)). Nachdem Prometheus die Menschen geschaffen hatte, nahm ihnen Zeus zur Strafe das Feuer. Prometheus holte es aber dennoch wieder, indem er es heimlich in einem hohlen Narthexrohr an der Sonne entzündete und so den Menschen das himmlische Feuer brachte. (Theogonie. S. 535 ff.) Die Burssöhne in der germanischen Mythologie schufen aus der Esche den Mann und aus der Ulme die Frau.